# Jurassic World - La rinascita
Jurassic World - La rinascita (Jurassic World Rebirth) è un film del 2025 diretto da Gareth Edwards.
La pellicola è il sequel stand-alone di Jurassic World - Il dominio (2022) e il settimo film del franchise di Jurassic Park.

## Trama
Nel 2010, su un'isola remota e classificata come proibita nell'Oceano Atlantico settentrionale, chiamata Saint-Hubert, la InGen dà il via a un progetto segreto di ingegneria genetica. All'interno di un laboratorio sotterraneo nascosto nella giungla, vengono creati dinosauri ibridi e mutanti, destinati a superare i limiti delle specie originarie. Tra questi, una creatura nota come Distortus rex, un gigantesco e deforme esemplare di Tyrannosaurus geneticamente modificato, dotato di sei arti e di un'aggressività incontrollabile, si rivela troppo pericoloso. A causa di un guasto nel sistema il Distortus riesce a evadere dal contenimento, uccide uno degli scienziati e semina il caos nel laboratorio, costringendo la InGen ad abbandonare in fretta l'intera struttura e a mettere l'isola in quarantena permanente.
Diciassette anni dopo, nel 2027, il pianeta si trova profondamente cambiato. L'ambiente terrestre si è rivelato in gran parte inadatto alla sopravvivenza delle specie preistoriche riportate in vita. La maggior parte dei dinosauri è morta oppure è stata abbattuta; quelli sopravvissuti si rifugiano in poche aree remote, per lo più tropicali, dove le condizioni naturali ricordano i loro antichi habitat, l'accesso alle quali è stato vietato dalle autorità.
In questo nuovo scenario, la ParkerGenix, una potente azienda farmaceutica, individua una possibilità rivoluzionaria: il materiale genetico delle tre specie più grandi per ogni ambiente – una marina, una terrestre e una volante, rispettivamente Mosasaurus, Titanosaurus e Quetzalcoatlus – che potrebbe contenere un enzima utile allo sviluppo di un farmaco innovativo contro le malattie cardiovascolari. Per questo, il dirigente Martin Krebs mette insieme una missione riservata verso l'isola di Saint-Hubert, in quanto bisogna estrarre il materiale da dinosauri vivi. Il team include l'agente sotto copertura Zora Bennett, il paleontologo Henry Loomis e il comandante operativo Duncan Kincaid, affiancati da un'unità logistica e paramilitare composta da Bobby, Nina e Leclerc.
Il primo obiettivo della missione è il recupero di un campione ematico da un Mosasaurus, l'enorme rettile marino che pattuglia le acque attorno all'isola. Mentre si avvicinano per effettuare l'estrazione, il gruppo intercetta e salva una piccola imbarcazione capovolta: a bordo ci sono Reuben Delgado, le sue figlie Teresa e Isabella, e Xavier, il fidanzato di Teresa, naufragati in mare aperto a causa dei dinosauri, vengono accolti a bordo, solo per scoprire che danno la caccia al Mosasaurus. Il team riesce, non senza difficoltà, a ottenere il campione grazie a speciali siringhe progettate per espellersi ottenuto il sangue. Ma poco dopo, arrivati in prossimità dell'isola, il gruppo subisce un attacco da parte di un branco di Spinosaurus, predatori semi-acquatici che cacciano in sinergia con il Mosasaurus. Nell'assalto, Bobby viene divorato dai dinosauri, mentre Teresa, intenta a chiamare aiuto via radio, viene fermata da Krebs, in quanto comprometterebbe la missione, e fatta cadere in mare. Xavier e i familiari di Teresa si gettano a loro volta in mare per aiutarla e vengono trascinati dalla corrente, separandosi dal gruppo principale. Duncan nel tentativo di fuggire in acque basse, non navigabili dal Mosasauro, fa incagliare la nave sulla spiaggia distruggendola. Arrivati sulla spiaggia, Nina viene attaccata da uno Spinosauro in agguato.
I cinque, una volta sbarcati sull'isola, senza armi e nonostante le perdite decidono di andare avanti con la missione principale, avendo ancora l'attrezzatura. Inoltre Zora rivela di avere un piano B per scappare dall'isola: un elicottero di soccorso avrebbe sorvolato l'isola in caso di silenzio radio prolungato, ma dovranno farsi trovare presso l'eliporto della struttura abbandonato dell'isola. Krebs racconta degli esperimenti condotti per creare nuovi dinosauri, rivelando che l'isola è popolata, per la maggior parte, da creature create e manipolate geneticamente per soddisfare le richieste del pubblico, annoiato da quelle normali, le quali però sono state recluse lì in quanto ritenute troppo grottesche o pericolose per essere esposte nel parco.
I membri del team riescono a localizzare e raggiungere un branco di Titanosauri, sauropodi colossali che abitano una valle dell'isola, e prelevano un secondo campione di sangue da un esemplare, senza ferirlo. Successivamente, il gruppo si dirige verso una zona rocciosa e impervia, dove scovano un nido di Quetzalcoatlus, giganteschi rettili volanti carnivori. Dopo essersi introdotti silenziosamente nel nido, Loomis riesce a prelevare un campione da uno degli embrioni all'interno di un uovo, senza danneggiarlo. Tuttavia, la madre ritorna improvvisamente e attacca con furia, uccidendo Leclerc che viene divorato vivo, prima che gli altri riescano a fuggire, riuscendo a salvare il terzo campione.
Nel frattempo, i Delgado, separati e senza mezzi, cercano di arrivare alla stazione abbandonata seguendo i condotti di alimentazione geotermica. Durante il viaggio, Isabella trova un cucciolo di Aquilops, un piccolo erbivoro cornuto, e lo adotta, chiamandolo Dolores. Alla ricerca di un mezzo per navigare il fiume, Teresa si imbatte in un Dilophosaurus attratto dai resti di un Parasaurolophus. Il carnivoro viene però spaventato da un enorme esemplare di Tyrannosaurus rex (il quale probabilmente aveva precedentemente ucciso l'erbivoro) che dorme nei paraggi e, una volta sveglio, insegue l'intera famiglia che cerca di fuggire su un canotto gonfiabile. I Delgado, dopo un lungo inseguimento, nonostante il dinosauro riesca a capovolgere il gommone immergendosi sott'acqua, riescono a salvarsi passando attraverso una gola stretta, inaccessibile al gigantesco predatore.
I due gruppi si ricongiungono infine nei pressi del vecchio laboratorio sotterraneo della InGen, ormai coperto dalla vegetazione e in parte collassato. Qui si preparano a trasmettere i dati raccolti e ad attendere l'elicottero di evacuazione richiesto da Zora. Tuttavia, durante l'attesa, vengono assaliti da un branco di Mutadon, creature mutanti nate da incroci illegali tra DNA di raptor e pterosauri, presumibilmente fuggite anch'esse dal laboratorio anni prima. Il gruppo riesce a barricarsi nei corridoi sotterranei, ma l'arrivo dell'elicottero viene compromesso dall'entrata in scena improvvisa del Distortus rex.
La creatura, ormai adulta, massiccia e ancora più aggressiva, si scaglia contro l'elicottero e lo distrugge in volo. I sopravvissuti fuggono attraverso i condotti sotterranei, sempre braccati dai Mutadon, fino ad arrivare ad un'uscita sbarrata da un cancello. Fortunatamente la piccola Isabella riesce a superare le sbarre ed ad aprire il cancello, ma in quel momento ricompare il Distortus, che viene però distratto dall'arrivo di Krebs su una jeep, precedentemente usata per fuggire portando con se i campioni prelevati. L'ibrido distrugge il mezzo e divora Krebs, con la cassetta contenente i campioni che viene recuperata da Zora. Duncan decide di sacrificarsi e attira il mostro, attratto dalle luci, con dei razzi di segnalazione per permettere agli altri di salire su una barca ormeggiata. Mentre stanno per abbandonare l'isola, un ultimo razzo di segnalazione li conduce da Duncan, che in qualche modo è riuscito a fuggire dal faccia a faccia con la bestia, che si rivela incapace di nuotare e quindi interrompe l'inseguimento.
Zora e Loomis decidono di non permettere alla ParkerGenix di brevettare il farmaco ricavato dal materiale genetico. In un gesto etico e rivoluzionario, annunciano pubblicamente l’intenzione di rendere disponibile il trattamento a tutti, gratuitamente, attraverso una rete di ricercatori indipendenti.

## Produzione

### Sviluppo
Jurassic World - Il dominio (2022) conclude la seconda trilogia cinematografica e la trama iniziata nella trilogia originale, anche se futuri film per il franchise non sono stati esclusi. Marshall ha affermato nel maggio 2020 che Jurassic World - Il dominio segnerà "l'inizio di una nuova era", in cui gli esseri umani dovranno adattarsi alla presenza dei dinosauri sulla terraferma. Marshall ha ribadito nel gennaio 2022 che potrebbero esserci più film: «Ci siederemo e vedremo quale è il futuro».
Trevorrow, sottolineando di aver trascorso nove anni lavorando alla trilogia di Jurassic World, ha dichiarato nel maggio 2022 che probabilmente non sarebbe tornato per un altro film, se non in un possibile ruolo di consulenza. Ha inoltre espresso interesse nel volere Howard per dirigere un film futuro. Ha anche suggerito che diversi personaggi introdotti in Il dominio potrebbero tornare per prodotti futuri, tra cui Kayla Watts (interpretata da DeWanda Wise), Ramsay Cole (Mamoudou Athie) e Soyona Santos (Dichen Lachman). Pratt e Howard non hanno intenzione di riprendere nuovamente i loro ruoli, e Neill ha detto che Il dominio sarebbe stato l'ultimo film in compagnia di Dern e Goldblum.

### Pre-produzione
A gennaio 2024 la rivista The Hollywood Reporter ha rivelato che un nuovo film è attualmente in fase di sviluppo, la cui data di uscita è prevista presumibilmente per il 2025, vedrà un nuovo cast e la sceneggiatura sarà scritta da David Koepp, che aveva già lavorato ai primi due film del franchise. Il 5 febbraio 2024 viene rivelato che il settimo capitolo uscirà il 2 luglio 2025 e lo stesso giorno vengono rivelate le trattative di far dirigere il film a David Leitch. Il 9 febbraio viene riferito che le trattative con Leitch sono saltate. Il 21 febbraio vengono rivelate e confermate le trattative di far dirigere il nuovo film a Gareth Edwards.

### Riprese
Le riprese principali sono iniziate in Thailandia il 13 giugno 2024 con il titolo provvisorio Saga e si sono svolte nel paese per un mese. Le location includevano il Parco Nazionale di Khao Phanom Bencha a Krabi, il Parco Nazionale di Ko Kradan, all'interno del Parco Nazionale di Hat Chao Mai a Trang, e il Parco Nazionale di Ao Phang Nga a Phang Nga.
A luglio 2024, le riprese si sono spostate ai Malta Film Studios di Calcara, a Malta. Alcune sequenze acrobatiche sono state girate in una vasca, mentre le riprese oceaniche si sono svolte nel vicino Mar Mediterraneo, un'esperienza che Edwards ha descritto come "molto difficile". Nel mese di agosto, la produzione si è trasferita a Londra e agli Sky Studios di Elstree, nel Regno Unito, prima di concludersi il 27 settembre 2024. Alcune riprese aggiuntive sono state effettuate a New York nel mese di ottobre.
John Mathieson è stato il direttore della fotografia. Per la prima volta nella sua carriera, Edwards ha girato il film su pellicola da 35 mm per rievocare l'estetica del primo film, utilizzando telecamere in formato anamorfico della Panavision.

### Effetti speciali
I dinosauri e gli altri animali preistorici sono stati realizzati attraverso una combinazione di animatronici e immagini generate al computer. L'Industrial Light & Magic (ILM) è tornata a lavorare al film.
John Nolan è tornato come supervisore degli effetti pratici, dopo essersi occupato della creazione degli animatronici per il film precedente, Jurassic World - Il dominio. Per questo film sono stati costruiti tre animatronici che riproducessero le fattezze dell'Aquilops.

### Scene eliminate
Molte scene girate non hanno visto la loro inclusione nella versione finale della pellicola. Tra queste una sequenza con dei Velociraptor, molto meno presenti nella versione definitiva, e una con un Mutadon, a entrambe le scene non furono finiti gli effetti speciali.

### Creature protagoniste
Il paleontologo Stephen Brusatte è tornato a collaborare come consulente per i dinosauri dopo Jurassic World - Il dominio.
Il design del Distortus rex è ispirato agli Xenomorfi del franchise di Alien e dai Rancor di Guerre stellari. Con la sua testa bulbosa, il supervisore degli effetti visivi della ILM, David Vickery, ha dichiarato: «È come se un altro animale fosse stato avvolto attorno al T-Rex. Gareth voleva che provassimo al tempo stesso pietà e terrore per lui, perché le sue deformità gli causano dolore, e questo lo rende ingombrante e inquietante». Un altro tipo di dinosauro mutante, i Mutadon, sono una combinazione tra uno pterosauro e un Velociraptor. La loro creazione è stata ispirata da un episodio in cui Koepp si è imbattuto in un pipistrello nascosto sotto il suo portico.
Il film segna il ritorno dello Spinosaurus, già apparso in Jurassic Park III (2001); per il film, il suo design è stato aggiornato per renderlo in linea con le scoperte più recenti, che lo descrivono come un animale prevalentemente semiacquatico, con una coda voluminosa. Altre specie che appariranno nel film includono Apatosaurus, Ankylosaurus, Compsognathus, Dilophosaurus, Mosasaurus, Parasaurolophus, Pteranodon, Quetzalcoatlus, Tyrannosaurus e Velociraptor. Vengono inoltre introdotte nuove specie, come il Titanosaurus, l'Anurognathus e l'Aquilops, nonchè una testa decapitata di un Dunkleosteus, pur non comparendo completamente nella pellicola. Appaiono per breve tempo pure degli anfibi e anguille primitive, nonché un embrione morto di Triceratops con due teste nel laboratorio dell'isola.

## Colonna sonora
Ad aprile 2025, Alexandre Desplat è stato annunciato come compositore delle musiche del film. Si tratta della seconda collaborazione con Edwards, dopo Godzilla. Desplat sostituisce Michael Giacchino, compositore dei tre film precedenti, il quale lo aveva a sua volta rimpiazzato come compositore delle musiche di Rogue One: A Star Wars Story (2016). Desplat ha registrato la colonna sonora con un'orchestra composta da 105 musicisti e 60 coristi presso gli Abbey Road Studios di Londra.

### Tracce
Musiche di Alexandre Desplat.
1. Opening Lab – 4:53
2. Bridge of Deal – 0:59
3. Natural History Museum – 5:04
4. Team Gathered – 1:12
5. Voyage – 2:51
6. Dart Show – 1:18
7. Zora and Kincaid – 2:24
8. Mosasaur Attacks Yacht – 4:00
9. Zora and Loomis Chat – 1:57
10. Mayday – 3:32
11. Mosasaur Bumps Boat – 1:12
12. Boat Chase – 5:15
13. Fins Attack – Part 1 – 4:49
14. Fins Attack – Part 2 – 1:31
15. Cave Swim – 3:48
16. Hurry – 1:42
17. Walking the Swamp – 3:21
18. The Pistol / Scare in the Trees – 1:33
19. Do the Job – 2:28
20. Dino Lovers – 2:59
21. Dino Spectacle – 1:43
22. What's This Smell? – 1:16
23. Crossing the River / T-Rex – 8:10
24. Clifftop – 0:36
25. Climbing the Wall – 3:37
26. Bird Strike – 3:40
27. Let's Go Home – 0:31
28. Gentle Boat Ride – 4:05
29. Mutadons Fly In – 4:55
30. The Old Lab – 2:38
31. Tunnel / Helicopter – 4:19
32. Run to the Gate – 2:44
33. Bella and the Beast – 4:50
34. Sailing Away – 2:08

Durata totale: 102:00

## Promozione
Il 29 agosto 2024 viene mostrato il logo con il titolo ufficiale e alcune foto del film con Scarlett Johansson, Mahershala Ali e Jonathan Bailey. Il primo trailer è stato pubblicato il 5 febbraio 2025. Il secondo trailer è stato pubblicato il 20 maggio.

## Distribuzione
Il film è stato presentato in anteprima mondiale il 17 giugno 2025, presso il cinema Odeon Luxe a Leicester Square, Londra ed è uscito nelle sale statunitensi e italiane il 2 luglio 2025.

### Edizione italiana
L'edizione italiana del film è stata curata dalla Universal Pictures International Italy con la direzione del doppiaggio da parte di Sandro Acerbo e l'adattamento dei dialoghi da parte di Marco Mete, entrambi assistiti da Silvia Ferri. Il doppiaggio italiano e la sonorizzazione della pellicola, invece, sono stati eseguiti dalla CDC Sefit Group.

## Accoglienza

### Incassi
A fronte di un budget di 180 milioni di dollari, il film ha incassato 332464670 $ in Nord America e 496651000 $ nel resto del mondo, per un totale di 829115670 $. In Italia ha incassato 10857531 €.

### Critica
Le prime recensioni dalle anteprime del film hanno raccolto pareri misti. Alcuni lo hanno definito migliore delle pellicole precedenti con particolare lode ai dinosauri, agli effetti speciali e alle scene d'azione, mentre altri hanno ritenuto che il franchise non avesse più nulla da raccontare.
Sull'aggregatore di recensioni Rotten Tomatoes ha un indice di gradimento del 51% basato su 386 recensioni, con un voto medio di 5,8 su 10; il consenso critico del sito afferma: «Tornando alle origini con scene esilaranti e cliché fossilizzati, Jurassic World - La rinascita non fa evolvere questo franchise preistorico, ma ne ripristina alcuni dei DNA più affidabili». Su Metacritic ottiene un punteggio di 50 su 100 basato su 54 recensioni.

## Merchandising
La Mattel e la LEGO hanno prodotto dei giocattoli basati sul film.